# Iglesia de Santa María de Altagracia
La iglesia de Santa María de Altagracia de Jaraíz de la Vera (provincia de Cáceres, España), es una de las dos iglesias de la localidad.
Es la más importante del municipio y también la más antigua, puesto que es de principios del siglo XV. Someramenre descrita en el Catálogo Monumental de la Provincia, la Iglesia Parroquial de Santa María de Jaraíz es una de las fábricas parroquiales más antiguas de la comarca y sin duda el mejor conjunto arquitectónico religioso conservado en ella. 

## Descripción
De dimensiones bastante amplias (34 x 17 metros) su planta, rectangular con ábside poligonal de cinco lados escasamente pronunciado, desarrolla tres naves de cuatro tramos y lleva adosadas la torre y sacristía, sobre su ala septentrional, más algunas dependencias muy recientes destinadas al Archivo y salones parroquiales. Situada sobre un terreno en pendiente, precisó de una poderosa cimentación por el este y sur, con paramentos de contención principalmente en el lado meridional, donde el desnivel es más pronunciado. Los muros del recinto, de 1,50 metros de anchura, están construidos con sillares de granito, de forma algo irregular aunque perfectamente trabados, predominando los rectangulares, estrechos y alargados. Excepcionalmente, la torre presenta aparejo de mampostería, con refuerzos de sillería en sus cuatro esquinas y en los vanos, siendo de destacar. también la presencia del ladrillo en la parte superior del ábside y en las cornisas de este y torre, formadas con tres filas de ladrillos esquinados. Por su parte interior, los muros de la cabecera adoptan también aparejo de sillería, aunque el resto los llevan de mampostería, desprovistos recientemente del encalado y enlucido que les cubría. Lo más interesante en los paramientos es la presencia de marcas de cantero o signos lapidarios sobre buena parte de los sillares, de significado no definitivamente aclarado, aunque parece que servían para indicar el trabajo realizado por los distintos canteros y cuyo uso se remonta a la Alta Edad Media. Los signos recogidos en la Iglesia de Santa María, proceden todos de los muros externos, concretamente del oeste y sur y del ábside, sacristía y esquinas de la torre.

## Entradas al templo

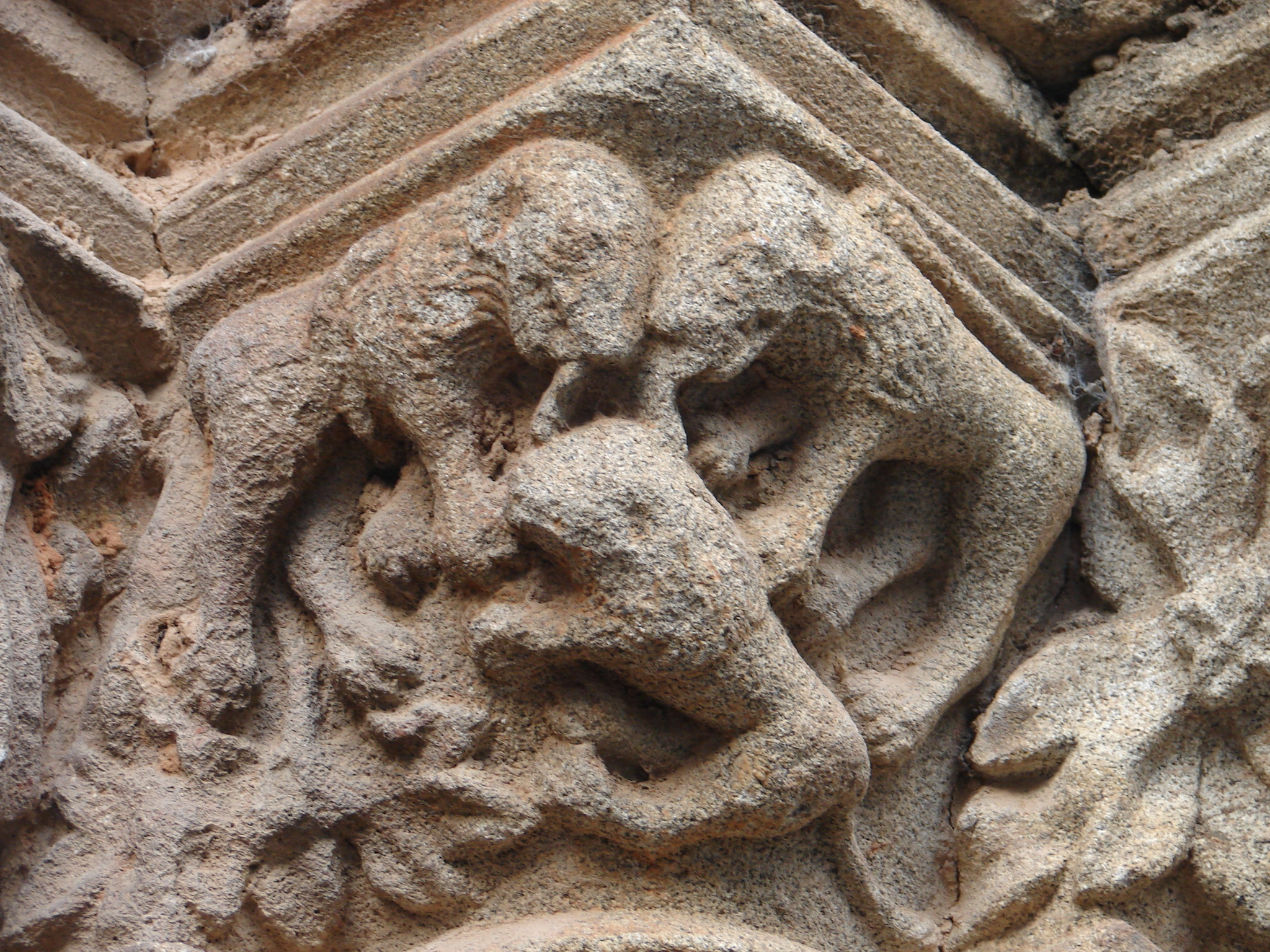
Resurrección de la cría del león según los bestiarios medievales

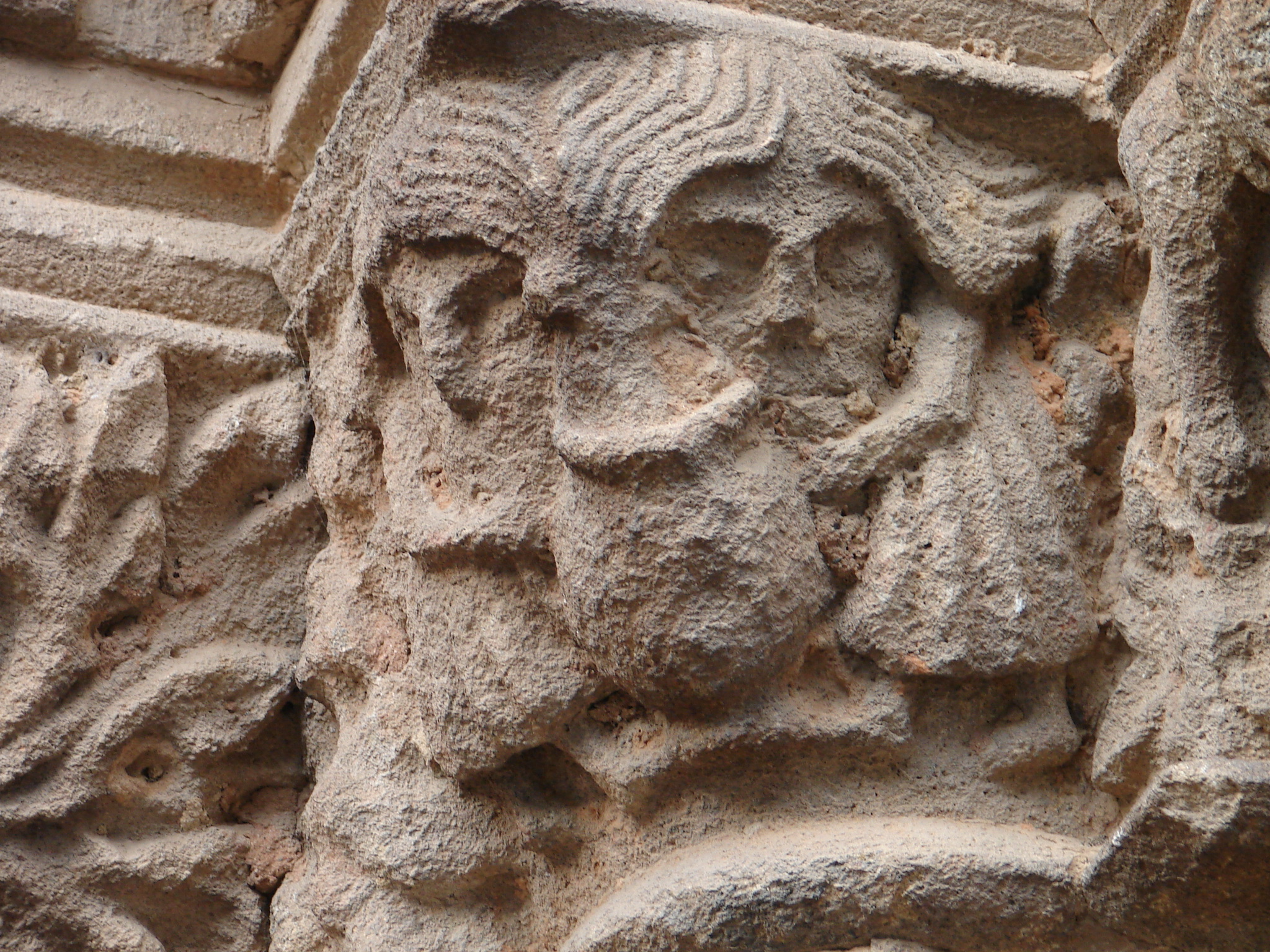
Mujeres lavándose el cabello en una tinaja

Originalmente el templo tuvo acceso por el Norte, Sur y Oeste, aunque hoy solamente se encuentran dos de ellos en servicio, pues la portada septentrional fue tapiada cuando se edificaron las dependencias auxiliares sobre la nave del evangelio, ya en el siglo XX. La portada meridional, realizada siguiendo los modelos de la portada del Perdón de la Catedral Vieja de Plasencia, la portada norte de la iglesia de San Nicolás de Plasencia y la portada oeste de la iglesia de Santa María de Trujillo, está ricamente adornada con una iconografía cargada de simbolismo, entre la que destaca una magnífica representación de la resurrección de Cristo inspirada en una de las naturalezas del león tal y como es descrita en los bestiarios medievales, así como otra curiosa representación de dos mujeres lavándose los cabellos, símbolo de la lujuria o una cabeza de condenado infernal torturada por dos dragones.

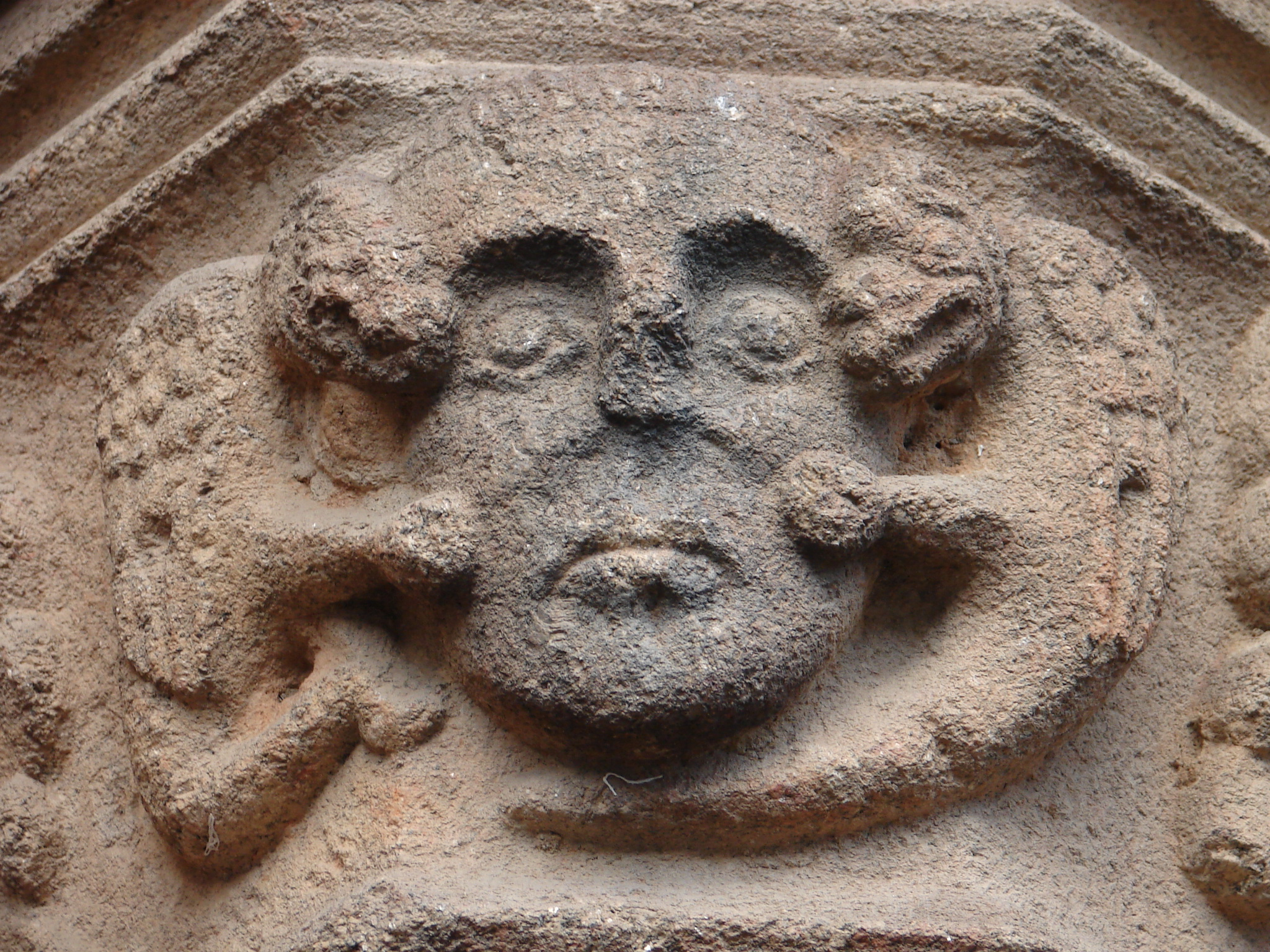
Cabeza de condenado infernal torturada por dragones

## Bien de Interés Cultural
Fue declarada Bien de Interés Cultural el 16 de noviembre de 1990.